# Šarišská Poruba
Šarišská Poruba és un poble i municipi d'Eslovàquia. Es troba a la regió de Prešov, al nord del país.

## Història
La primera referència escrita de la vila data del 1410.

## Demografia
| Godina             | 1994 | 2004    | 2014    | 2024    |
| ------------------ | ---- | ------- | ------- | ------- |
| Nombre de persones | 372  | 428     | 582     | 718     |
| Diferència         |      | +15,05% | +35,98% | +23,36% |

| Godina             | 2023 | 2024   |
| ------------------ | ---- | ------ |
| Nombre de persones | 701  | 718    |
| Diferència         |      | +2,42% |